# Upplands runinskrifter 123
Upplands runinskrifter 123 är en nu försvunnen vikingatida runristning på en berghäll i Karlberg, Solna socken och Solna kommun.  Några direkta uppgifter om runhällen finns inte sedan mitten av 1700-talet. Emellertid fann Rickard Dybeck på 1860-talet att en del av hällen var insatt i en järnvägsmur och att stenen därmed troligen blivit söndersprängd i samband med ett järnvägsbygge. Från 1900-talets början rapporteras att ett par bitar av hällen ska ha transporterats till en tipp.

## Inskriften
Translitterering av runraden:
[: sikfastr : ok : ernfastr : þaiʀ : iuku : at : sik :]
Normalisering till runsvenska:
Sigfastr ok Ærnfastr þæiʀ hioggu at sik.
Översättning till nusvenska:
Sigfast och Ärnfast de höggo efter sig.